# Драй-Ридж (Кентуккі)
Драй-Ридж (англ. Dry Ridge) — місто (англ. city) в США, в окрузі Грант штату Кентуккі. Населення — 2102 особи (2020).

## Географія
Драй-Ридж розташований за координатами 38°40′41″ пн. ш. 84°35′51″ зх. д. / 38.67806° пн. ш. 84.59750° зх. д. (38.678063, -84.597424).  За даними Бюро перепису населення США в 2010 році місто мало площу 11,85 км², з яких 11,76 км² — суходіл та 0,09 км² — водойми. В 2017 році площа становила 13,16 км², з яких 13,07 км² — суходіл та 0,09 км² — водойми.

## Демографія
Згідно з переписом 2010 року, у місті мешкала 2191 особа в 809 домогосподарствах у складі 552 родин. Густота населення становила 185 осіб/км².  Було 872 помешкання (74/км²).
Расовий склад населення:
| - 95,7 % — білих - 1,0 % — чорних або афроамериканців - 0,9 % — азіатів - 0,1 % — вихідців з тихоокеанських островів - 1,1 % — осіб інших рас |

До двох чи більше рас належало 1,1 %. Частка іспаномовних становила 2,6 % від усіх жителів.
За віковим діапазоном населення розподілялося таким чином: 30,0 % — особи молодші 18 років, 58,9 % — особи у віці 18—64 років, 11,1 % — особи у віці 65 років та старші. Медіана віку мешканця становила 31,6 року. На 100 осіб жіночої статі у місті припадало 94,2 чоловіків;  на 100 жінок у віці від 18 років та старших — 89,7 чоловіків також старших 18 років.
Середній дохід на одне домашнє господарство  становив 41 716 доларів США (медіана — 34 213), а середній дохід на одну сім'ю — 47 956 доларів (медіана — 41 771). Медіана доходів становила 40 521 долар для чоловіків та 33 542 долари для жінок. За межею бідності перебувало 29,4 % осіб, у тому числі 40,1 % дітей у віці до 18 років та 26,0 % осіб у віці 65 років та старших.
Цивільне працевлаштоване населення становило 830 осіб. Основні галузі зайнятості: виробництво — 19,5 %, освіта, охорона здоров'я та соціальна допомога — 14,7 %, мистецтво, розваги та відпочинок — 12,5 %.